# 야부타 야스히코
야부타 야스히코(일본어: 薮田 安彦, 본명 : 藪田 安彦(동음), 1973년 6월 19일 ~ )는 일본의 전 프로 야구 선수이다.

## 인물

### 프로 입단 전
우에노미야 고등학교 시절에는 주로 비주전 투수였으며 한 명의 후배인 니시우라 가쓰히로 등과 같은 그림자에 숨어서 눈에 띄는 존재는 아니었다. 고교 졸업 후 사회인 야구팀인 신일본제철 히로하타에 입단하여 직구와 변화구를 연마해 이 시점에서 투수로서의 원형은 완성되었다고 말할 수 있다.

### 지바 롯데 마린스 시절

#### 1996년 ~ 2005년
1995년 프로 야구 드래프트 회의에서는 지바 롯데 마린스로부터 2순위 지명을 받아 입단하여 애초에는 선발 투수로서 기용돼 1년차에는 완봉 승도 달성했다. 2년차인 1997년에는 규정 투구 이닝을 채웠지만 그 해 시즌에는 5승 9패의 성적을 기록했다. 바비 밸런타인 감독이 취임한 2004년에는 중간 계투로 전향했고, 브라이언 시코스키의 퇴단으로 우완 구원 투수가 허술하게 짜여진 적도 있어 그 해 리그 최다인 66경기에 등판했다. 중간 계투로 전향한 이후 선발 투수로 있을 당시 140 km/h 안팎이었던 구속이 150 km/h를 근접할 정도로 측정되었다.
2005년에는 올스타전 중간 계투 부문에서의 팬 투표 1위로 선정, 프로 데뷔 10년 만에 처음으로 올스타전에 출전했다. 팀내 최다인 51경기에 등판해 팀을 31년 만의 일본 시리즈 우승 달성에 기여했다. 후지타 소이치, 고바야시 마사히데와의 지바 롯데의 승리 방정식은 ‘YFK’라고 불리었다.

#### 2006년 ~ 2007년
이듬해 2006년 월드 베이스볼 클래식 일본 국가대표팀 선수로 발탁돼 중간 계투로서 4경기에 등판해(4와 1/3이닝을 던져 1자책점) 팀의 우승에 기여했다. 미국전에서는 주자가 있는 상황에서 알렉스 로드리게스를 삼진으로 처리했고 당시 심판인 밥 데이비드슨의 오심이 있었던 다음 이닝에서 데릭 리, 자니 데이먼으로부터 삼진을 빼앗는 등 완벽한 투구를 보여주었다.
2007년에는 58경기에 등판하여 4승 6패 4세이브, 평균 자책점 2.73, 38홀드를 기록하여 데뷔 첫 타이틀인 최우수 중간 계투를 차지했다. 고바야시 마사히데의 부재로 시즌 막바지에는 팀의 수호신으로서도 활약했다. 2007년 오프에는 FA권을 행사해 메이저 리그 진출을 선언하였고 11월 28일에 캔자스시티 로열스와 2년 계약을 맺었다. 2년 계약의 총액 600만 달러(2008년 250만 달러+2009년 300만 달러, 옵션으로서 3년째 연장이 파기되었을 경우에는 위약금 50만 달러).

### 메이저 리그 시절
메이저 리그 이적 첫 해인 2008년에는 26경기에 등판하면서 평균 자책점 5.46, 마이너 리그에서도 12경기에 등판해 5.40의 평균 자책점을 기록하는 등 뚜렷한 활약을 보여주지 못했다. 8월 2일에는 전력외가 되면서 40명 안에 드는 명단에서 제외돼 있었지만 1개월 만에 다시 승격되었다. 그러나 11월 4일에 다시 마이너 리그로 격하되었고 오프에는 FA로 타 구단 이적도 가능했지만 마이너 리그행을 받아들였다.
이듬해 2009년, 초대 선수로서 스프링 캠프에 참가했지만 시범 경기에서 7경기에 등판해 피안타 12개와 8실점이라는 최악의 성적을 남겨 결국 3월 22일에 마이너 리그로 다시 격하되었다. 트리플 A팀인 오마하 로얄스에서 26경기에 등판해 2승 1패, 평균 자책점 3.55를 기록했다. 8월 24일, 이 연초의 메이저 리그의 승격을 완수했다.

### 지바 롯데로의 복귀
캔자스시티 로열스가 선택권을 행사하지 않아 자유 계약 상태였지만 2009년 11월 23일에 친정팀인 지바 롯데 마린스로 복귀, 11월 28일에 입단 회견 직후 등번호는 49번으로 정해졌다. 다음 해인 2010년 3월 9일에는 등록명의 성을 본명인 ‘藪田’(야부타)로부터 약자를 사용한 ‘薮田’(동음)로 변경했다.

#### 2010년

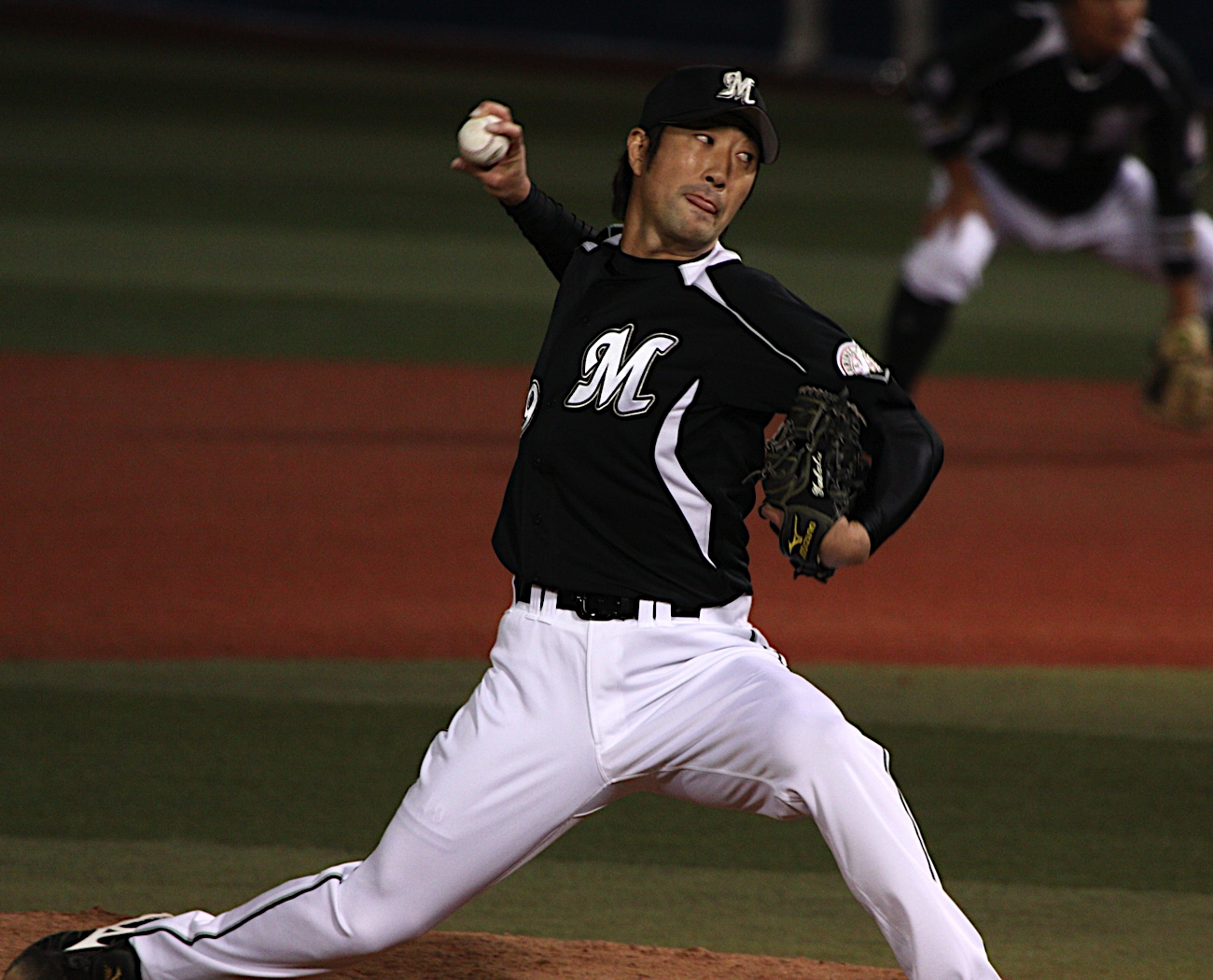
투구 중인 야부타(2010년)

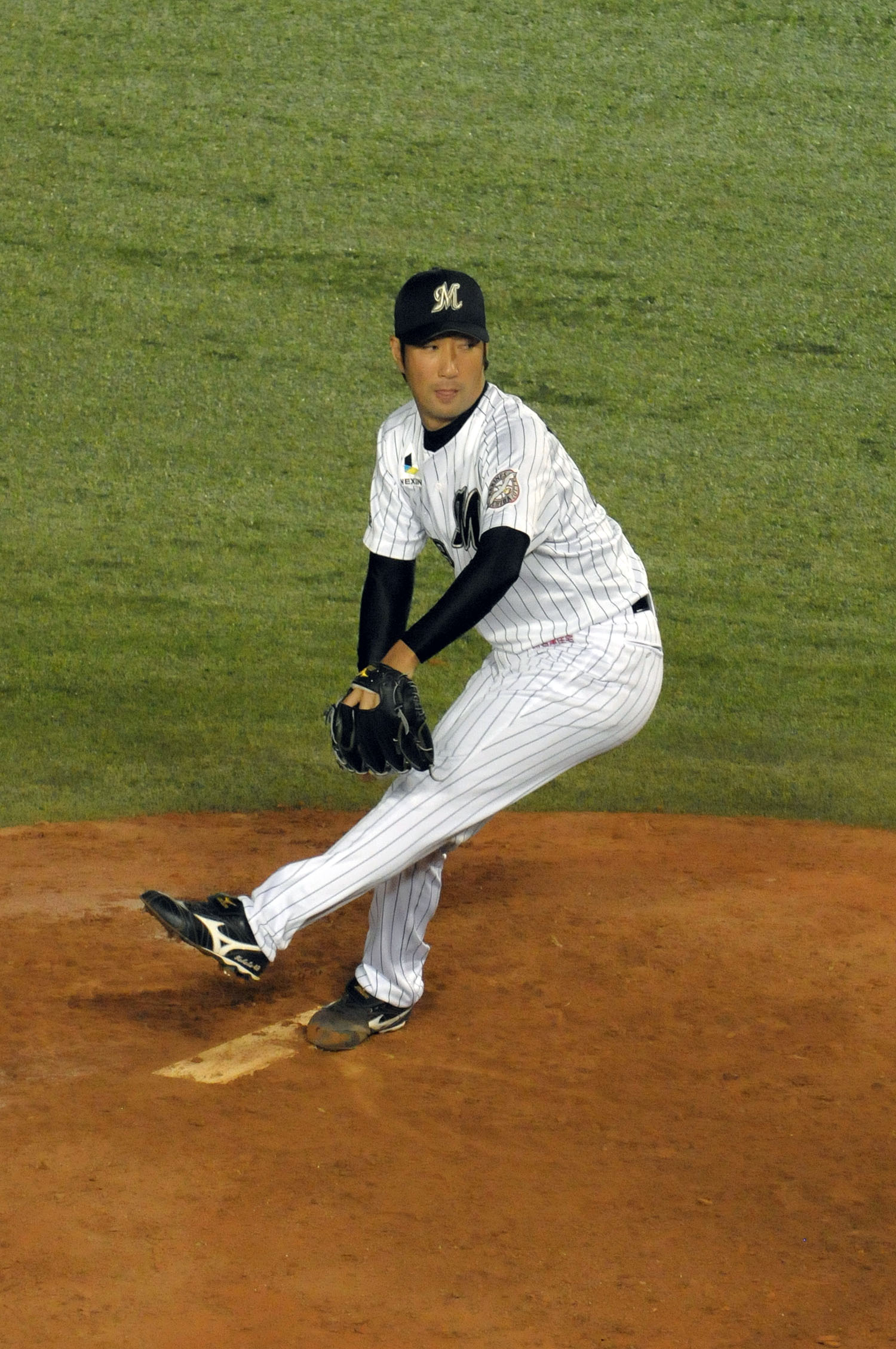
야부타 야스히코(2011년 8월 6일, QVC 마린필드)

2010년은 개막을 앞두고 팀의 중심 역할을 계속해 나가는 등 주로 마무리 투수로서 활약, 특히 클라이맥스 시리즈로부터 일본 시리즈까지 7경기에 등판해 평균 자책점이 제로에 가까운 활약을 보였다. 페넌트레이스에서는 3위에 끝났지만, 2005년 이후 클라이맥스 시리즈에서 우승함과 동시에 일본 시리즈 우승을 이끌었다.

#### 2011년
고바야시 히로유키의 이적에 의해 자신으로서는 처음으로 마무리 투수 역할을 맡았다. 평균 자책점과 WHIP은 높은 수준을 기록하여 브라운 세이브는 2회, 31세이브를 기록하는 등 자신의 역할을 충분히 완수했지만 팀은 최하위(6위)로 떨어졌다. 팀이 리그 3위를 기록하면서도 작년도 일본 시리즈 우승 팀이 다음 시즌에 최하위로 떨어진 것은 퍼시픽 리그에서는 처음이다.

#### 2012년
작년과 마찬가지로 마무리 투수로서 활약했고 8월 30일에는 개인 통산 1000투구 이닝을 달성했는데 “여기까지 올 수 있다고는 전혀 생각하지 않았다”라고 겸허하게 말했다. 그러나 근소한 점수차나 동점인 상황에서 무너지는 경우가 많아 1승 6패, 평균 자책점 3.34, 구원 실패 횟수는 양대 리그를 통틀어 최다 타이 기록인 8차례라는 불명예스런 기록을 남겼다. 팀도 전반기에는 리그 선두를 유지하다가 후반기에는 주력 선수들의 잇단 부진으로 단번에 무너져 5위로 떨어졌다.

#### 2013년
2013년은 오른쪽 어깨 통증의 회복을 목표로 2군에서 재활하고 있었지만 9월 29일에 현역 은퇴를 발표했다. 10월 6일의 홈 최종전이 된 오릭스 버팔로스와의 경기 후에 같은 시즌을 마지막으로 현역 은퇴를 표명한 오노 신고와 함께 은퇴식을 열고 타석에 선 사부로에 대한 삼구 삼진으로 잡아, 팬들에 대한 인사를 한 뒤 그라운드를 한 바퀴 돌았다.

## 플레이 스타일
구종은 140 km/h 후반의 스트레이트, 슬라이더, 포크볼, 체인지업 등이며, 구위력이 있는 직구를 주체로 변화구를 끼워 넣는 강한 투구 스타일이 특색이다. 메이저 리그 시절인 2009년에는 153 km/h를 측정한 것 외에도 2010년 5월 24일의 한신 타이거스전에서는 패전 투수가 되었지만 두 개 연속으로 151 km/h를 기록하는 등 구위력은 건재하다.

## 상세 정보

### 출신 학교
- 우에노미야 고등학교

### 선수 경력
사회인 시대
- 신일본제철 히로하타

NPB
- 지바 롯데 마린스(1996년 ~ 2007년, 2010년 ~ )

MLB
- 캔자스시티 로열스(2008년 ~ 2009년)

국가 대표 경력
- 월드 베이스볼 클래식 일본 국가대표팀(2006년)

### 수상·타이틀 경력

#### 타이틀
- 최우수 중간 계투 : 1회(2007년)

#### 수상
- JA 전농 Go·Go상(구원상 : 2011년 7월)
- 지바시 시민 영예상(2006년)

### 개인 기록

#### 첫 기록
- 첫 등판 : 1996년 5월 31일, 대 오릭스 블루웨이브 9차전(그린 스타디움 고베), 3회말에 2번째 투수로서 구원 등판, 4이닝 1실점
- 첫 탈삼진 : 상동, 3회말에 오가와 히로후미로부터
- 첫 선발 : 1996년 6월 20일, 대 세이부 라이온스 12차전(지바 마린 스타디움), 5이닝 2실점
- 첫 승리·첫 선발 승리 : 1996년 7월 16일, 대 오릭스 블루웨이브 16차전(지바 마린 스타디움), 8과 1/3이닝 무실점
- 첫 완투 승리·첫 완봉 승리 : 1996년 7월 30일, 대 긴테쓰 버펄로스 14차전(후지이데라 구장)
- 첫 세이브 : 2004년 8월 10일, 대 오사카 긴테쓰 버펄로스 20차전(지바 마린 스타디움), 9회초에 5번째 투수로서 구원 등판·마무리, 1이닝 무실점
- 첫 홀드 : 2005년 4월 19일, 대 홋카이도 닛폰햄 파이터스 5차전(삿포로 돔), 8회말에 2번째 투수로서 구원 등판, 1이닝 무실점

#### 기록 달성 경력
- 통산 500경기 등판 : 2012년 8월 4일, 대 오릭스 버펄로스 13차전(교세라 돔 오사카), 7회말 1사에 4번째 투수로서 구원 등판, 2/3이닝 무실점 ※역대 88번째
- 통산 1000투구 이닝 : 2012년 8월 30일, 대 도호쿠 라쿠텐 골든이글스 19차전(QVC 마린필드), 9회초 2아웃에 히지리사와 료를 좌익수 플라이로 달성 ※역대 329번째

#### 기타
- 올스타전 출장 : 2회(2005년, 2007년)

### 등번호
- 20(1996년 ~ 2007년)
- 27(2008년)
- 57(2009년)
- 49(2010년 ~ )

### 등록명
- 藪田 安彦(1996년 ~ 2007년)
- 薮田 安彦(2010년 ~ )

### 연도별 투수 성적
| 연 도      | 소 속      | 등 판 | 선 발 | 완 투 | 완 봉 | 무 4 구 | 승 리 | 패 전 | 세 이 브 | 홀 드 | 승 률 | 타 자 | 이 닝  | 피 안 타 | 피 홈 런 | 볼 넷 | 고 4 | 몸 맞 | 탈 삼 진 | 폭 투 | 보 크 | 실 점 | 자 책 점 | 평 자 책 | W H I P |
| ---------- | ---------- | ----- | ----- | ----- | ----- | ------- | ----- | ----- | -------- | ----- | ----- | ----- | ------ | -------- | -------- | ----- | ---- | ----- | -------- | ----- | ----- | ----- | -------- | -------- | ------- |
| 1996년     | 지바 롯데  | 18    | 11    | 1     | 1     | 1       | 4     | 6     | 0        | --    | .400  | 376   | 92.0   | 79       | 8        | 29    | 0    | 3     | 58       | 5     | 0     | 39    | 37       | 3.62     | 1.17    |
| 1997년     | 지바 롯데  | 25    | 24    | 4     | 0     | 0       | 5     | 9     | 0        | --    | .357  | 621   | 146.1  | 144      | 16       | 48    | 2    | 2     | 74       | 7     | 2     | 69    | 64       | 3.94     | 1.31    |
| 1998년     | 지바 롯데  | 17    | 16    | 2     | 0     | 0       | 2     | 9     | 0        | --    | .182  | 448   | 100.1  | 123      | 15       | 40    | 1    | 1     | 45       | 8     | 6     | 61    | 54       | 4.84     | 1.62    |
| 1999년     | 지바 롯데  | 12    | 10    | 0     | 0     | 0       | 5     | 4     | 0        | --    | .556  | 260   | 57.0   | 68       | 9        | 30    | 0    | 2     | 33       | 3     | 1     | 33    | 31       | 4.89     | 1.72    |
| 2000년     | 지바 롯데  | 2     | 2     | 0     | 0     | 0       | 0     | 1     | 0        | --    | .000  | 31    | 6.2    | 9        | 3        | 2     | 0    | 0     | 3        | 0     | 0     | 10    | 10       | 13.50    | 1.65    |
| 2001년     | 지바 롯데  | 27    | 13    | 0     | 0     | 0       | 4     | 6     | 0        | --    | .400  | 414   | 97.1   | 94       | 15       | 40    | 1    | 3     | 70       | 4     | 0     | 46    | 42       | 3.88     | 1.38    |
| 2002년     | 지바 롯데  | 3     | 3     | 0     | 0     | 0       | 1     | 2     | 0        | --    | .333  | 52    | 11.1   | 16       | 4        | 4     | 0    | 0     | 8        | 0     | 0     | 11    | 11       | 8.74     | 1.76    |
| 2003년     | 지바 롯데  | 17    | 13    | 0     | 0     | 0       | 5     | 6     | 0        | --    | .455  | 304   | 68.2   | 74       | 12       | 27    | 1    | 2     | 44       | 3     | 0     | 45    | 45       | 5.90     | 1.47    |
| 2004년     | 지바 롯데  | 66    | 1     | 0     | 0     | 0       | 3     | 4     | 2        | --    | .429  | 328   | 77.1   | 62       | 4        | 34    | 4    | 3     | 71       | 2     | 1     | 26    | 24       | 2.79     | 1.24    |
| 2005년     | 지바 롯데  | 51    | 0     | 0     | 0     | 0       | 7     | 4     | 2        | 19    | .636  | 220   | 55.2   | 42       | 7        | 13    | 1    | 2     | 54       | 1     | 0     | 20    | 19       | 3.07     | 0.99    |
| 2006년     | 지바 롯데  | 47    | 0     | 0     | 0     | 0       | 4     | 2     | 1        | 18    | .667  | 232   | 55.0   | 43       | 3        | 26    | 4    | 0     | 48       | 0     | 0     | 19    | 16       | 2.62     | 1.25    |
| 2007년     | 지바 롯데  | 58    | 0     | 0     | 0     | 0       | 4     | 6     | 4        | 34    | .400  | 264   | 62.2   | 64       | 5        | 10    | 2    | 2     | 45       | 1     | 0     | 21    | 19       | 2.73     | 1.18    |
| 2008년     | KC         | 31    | 0     | 0     | 0     | 0       | 1     | 3     | 0        | 0     | .250  | 168   | 37.2   | 41       | 6        | 17    | 0    | 0     | 25       | 1     | 0     | 21    | 20       | 4.78     | 1.54    |
| 2009년     | KC         | 12    | 0     | 0     | 0     | 0       | 2     | 1     | 0        | 0     | .667  | 77    | 14.0   | 29       | 3        | 7     | 0    | 0     | 9        | 4     | 0     | 21    | 21       | 13.50    | 2.57    |
| 2010년     | 지바 롯데  | 63    | 0     | 0     | 0     | 0       | 2     | 5     | 1        | 28    | .286  | 277   | 65.2   | 59       | 9        | 22    | 0    | 3     | 57       | 2     | 0     | 26    | 23       | 3.15     | 1.23    |
| 2011년     | 지바 롯데  | 53    | 0     | 0     | 0     | 0       | 1     | 2     | 31       | 5     | .333  | 217   | 56.2   | 38       | 4        | 13    | 1    | 0     | 57       | 1     | 0     | 11    | 11       | 1.75     | 0.90    |
| 2012년     | 지바 롯데  | 61    | 0     | 0     | 0     | 0       | 1     | 6     | 26       | 8     | .143  | 250   | 56.2   | 58       | 4        | 22    | 6    | 3     | 43       | 0     | 0     | 22    | 21       | 3.34     | 1.41    |
| NPB : 15년 | NPB : 15년 | 520   | 93    | 7     | 1     | 1       | 48    | 72    | 67       | 112   | .400  | 4294  | 1009.1 | 973      | 118      | 360   | 23   | 26    | 710      | 37    | 10    | 459   | 427      | 3.81     | 1.32    |
| MLB : 2년  | MLB : 2년  | 43    | 0     | 0     | 0     | 0       | 3     | 4     | 0        | 0     | .429  | 245   | 51.2   | 70       | 9        | 24    | 0    | 0     | 34       | 5     | 0     | 42    | 41       | 7.14     | 1.82    |

- 2012년 기준, 굵은 글씨는 시즌 최고 성적.